# Bezdružice
Bezdružice là một thị trấn thuộc huyện Tachov, vùng Plzeňský, Cộng hòa Séc.